# Макија д'Изернија
Макија д'Изернија (итал. Macchia d'Isernia) је насеље у Италији у округу Изернија, региону Молизе.
Према процени из 2011. у насељу је живело 841 становника. Насеље се налази на надморској висини од 316 м.

## Становништво
| 1936. | 1951. | 1961. | 1971. | 1981. | 1991. | 2001. | 2011. |
| ----- | ----- | ----- | ----- | ----- | ----- | ----- | ----- |
| 876   | 898   | 809   | 814   | 810   | 963   | 909   | 979   |